# Habtamu Fikadu
Habtamu Fikadu (ur. 13 marca 1988) – etiopski lekkoatleta, długodystansowiec.
Lekkoatletyczną karierę rozpoczął od sprintów, zdobył m.in. brązowy medal mistrzostw Afryki juniorów (Radis 2005) w biegu na 400 metrów. W późniejszych latach największe sukcesy odnosi w biegach przełajowych, zdobywając 3 srebrne medale w drużynie podczas mistrzostw świata w tej specjalności:
- Fukuoka 2006 – juniorzy
- Edynburg 2008 – seniorzy
- Amman 2009 – seniorzy

## Rekordy życiowe
- bieg na 400 m – 46,79 (2006)
- bieg na 10 000 m – 27:06,47 (2007)